# Xeranoplium tricallosum
Xeranoplium tricallosum là một loài bọ cánh cứng trong họ Cerambycidae.